# Kamar Laamouz
Kamar Laamouz (8 juni 2004) is een voetbalspeelster van Tunesische afkomst uit Nederland. Ze speelt als aanvaller voor NAC Breda.

## Clubcarrière
Kamar Laamouz maakte haar debuut in de wedstrijdselectie van Excelsior in een thuiswedstrijd tegen Feyenoord op 15 oktober 2023.
Op 7 juni 2024 werd bekend dat Laamouz vanaf het seizoen 2024/25 voor NAC Breda uit ging komen, dat vanaf het seizoen 2024/25 haar entree maakte in de Vrouwen Eerste divisie. In mei 2025 maakte NAC Breda bekend dat Laamouz een van de speelsters was die de club na het seizoen ging verlaten.

## Statistieken
| Seizoen   | Club                | Land      | Competitie             | Wedstrijden | Doelpunten |
| --------- | ------------------- | --------- | ---------------------- | ----------- | ---------- |
| 2023/24   | Excelsior Rotterdam | Nederland | Eredivisie             | 0           | 0          |
| 2024/2025 | NAC Breda           | Nederland | Vrouwen Eerste divisie | 19          | 3          |
| Totaal    | Totaal              | Totaal    | Totaal                 | 19          | 3          |

Laatste update: 27 mei 2025Laatste update: 24 maart 2025

## Interlandcarrière
Laamouz is international van Tunesië.
1 De Haan ·
2 Heshof ·
3 Van den Burg ·
4 Verhoef ·
5 F. Mol ·
6 Heijblom ·
7 Promes ·
8 Aurélio ·
9 Franken ·
10 Laamouz ·
11 Schneijderberg ·
12 Nguyen ·
14 Hendriks ·
15 Fertoute ·
16 Oussoren ·
17 De Blij ·
18 Meerding ·
19 Tabi ·
19 Warps ·
20 Versluijs ·
21 Cober ·
22 L. Mol ·
23 Van der Meulen ·
24 Goutier ·
25 Yetim ·
26 Zieleman ·
Coach: Mank